# Museo della pipa (Gavirate)
Il museo della pipa nasce a Gavirate in provincia di Varese alla fine degli anni settanta ad opera di Jean Marie Alberto Paronelli. 

## Storia
Paronelli è stato prima rivenditore grossista e poi disegnatore di pipe. Fin dalle origini il museo sorge in Via del Chiostro 1/A. Nel corso della sua attività, iniziata nel 1945, Paronelli raccolse numerosi pezzi dalla provenienze più disparate.
Il museo attualmente conta 9 sale tematiche distribuite su due piani. Complessivamente si contano circa 30 000 pezzi. All'interno del museo si trova anche la sala riunioni dell'Academie International de la Pipe fondata a Gavirate da Paronelli nel 1984. La famiglia Paronelli è da tre generazioni proprietaria e curatrice del museo.